# بين هورن
بين هورن (4 مارس 1994 في نيوزيلندا - ) (بالإنجليزية: Ben Horne)‏ هو لاعب كريكت نيوزلندي.

## وصلات خارجية
- بين هورن على موقع إي آس بي آن كريك إنفو (الإنجليزية)